# Florêncio de Abreu
Florêncio Carlos de Abreu e Silva (Porto Alegre, 20 octobre 1839 — Rio de Janeiro, 12 décembre 1881) était un avocat, journaliste, écrivain et homme politique du Brésil.
Il fut député de la province du Rio Grande do Sul, sénateur de l'empire du Brésil et président de l'État de São Paulo (7 avril - 5 novembre 1881).